# Mélanie Blouin
Mélanie Blouin (ur. 14 lipca 1990 w Almie) – kanadyjska lekkoatletka, tyczkarka.

## Osiągnięcia
| Rok  | Impreza                              | Miejsce       | Lokata            | Wynik |
| ---- | ------------------------------------ | ------------- | ----------------- | ----- |
| 2009 | Mistrzostwa panamerykańskie juniorów | Port-of-Spain | –                 | NH    |
| 2009 | Igrzyska frankofońskie               | Bejrut        | 4. miejsce        | 3,70  |
| 2011 | Uniwersjada                          | Shenzhen      | 8. miejsce        | 4,25  |
| 2012 | Młodzieżowe mistrzostwa NACAC        | Irapuato      | 1. miejsce        | 4,36  |
| 2012 | Igrzyska olimpijskie                 | Londyn        | el. – 19. miejsce | 4,25  |
| 2015 | Igrzyska panamerykańskie             | Toronto       | 7. miejsce        | 4,15  |

Srebrna medalistka mistrzostw Kanady (2011). Mistrzyni kraju (2012).

## Rekordy życiowe
- Skok o tyczce – 4,40 (2012)
- Skok o tyczce (hala) – 4,35 (2013)